# PlanetOut
PlanetOut Inc. es una compañía mundial en medios y entretenimiento exclusivamente para la comunidad LGBT. Opera diversos sitios de internet de temas LGBT incluyendo Gay.com y PlanetOut.com.
En noviembre de 2005 adquirió LPI Media, el editor de The Advocate, Out Magazine, HIV Plus, y Alyson Books, así como publicaciones de especialidad que mantiene los tres títulos gay más grandes e incluye a: Men, [2], Unzipped, y Freshmen. La compañía también adquirió RSVP Vacations, una compañía de cruceros y eventos gay.